# Branislav Jovanović
Branislav Jovanović (Belgrado, Serbia, 21 de septiembre de 1985), futbolista serbio. Juega de defensa y su actual equipo es el FK Proleter de la Superliga de Serbia.

## Clubes
| Club                 | País   | Año       |
| -------------------- | ------ | --------- |
| FK Jedinstvo Surčin  | Serbia | 2004-2005 |
| FK Belgrado          | Serbia | 2005-2006 |
| Ethnikos Achna       | Chipre | 2006-2008 |
| FK Napredak Kruševac | Serbia | 2009      |
| Partizán de Belgrado | Serbia | 2009-2010 |
| FK Rad Belgrado      | Serbia | 2010-2013 |
| Hapoel Acre          | Israel | 2013-2016 |
| FK Voždovac          | Serbia | 2016-2017 |
| Hapoel Ashkelon      | Israel | 2017-2018 |
| Hapoel Ramat Gan FC  | Israel | 2018-2019 |
| FK Rad Belgrado      | Serbia | 2019      |
| FK Proleter          | Serbia | 2019-Act. |

- Datos: Q2638729
- Multimedia: Branislav Jovanović / Q2638729